# Ciclizină
Ciclizina este un antihistaminic H1 derivat de piperazină, fiind utilizat în tratamentul senzației de vome cauzate de răul de mișcare și al vertijului (vertigo).
Molecula a fost descoperită în anul 1947. Se află pe lista medicamentelor esențiale ale Organizației Mondiale a Sănătății.